# Filmjahr 1989
Liste der Filmjahre

◄◄ | ◄ | 1985 | 1986 | 1987 | 1988 | Filmjahr 1989 | 1990 | 1991 | 1992 | 1993 | ► | ►►

Weitere Ereignisse

## Ereignisse
- 17. Dezember: In den USA wird die erste eigenständige Folge der Simpsons von Matt Groening ausgestrahlt.
- Die Sieger Bravo Otto Leserwahl 1989:
  - Kategorie – männliche Filmstars: Gold Tom Cruise, Silber Corey Haim, Bronze Patrick Swayze
  - Kategorie – weibliche Filmstars: Gold Kim Basinger, Silber Sophie Marceau, Bronze Jennifer Grey

## Top 10 der erfolgreichsten Filme

### Weltweit
Die zehn weltweit erfolgreichsten Filme nach Einspielergebnis.
| Platz           | Filmtitel                          | Einspielergebnis in US-Dollar |
| --------------- | ---------------------------------- | ----------------------------- |
| 1.              | Indiana Jones and the Last Crusade | 474.171.806                   |
| 2.              | Batman                             | 411.348.924                   |
| 3.              | Back to the Future Part II         | 332.950.002                   |
| 4.              | Look Who’s Talking                 | 297.999.813                   |
| 5.              | Dead Poets Society                 | 235.860.116                   |
| 6.              | The Little Mermaid                 | 235.343.479                   |
| 7.              | Lethal Weapon 2                    | 227.853.986                   |
| 8.              | Honey, I Shrunk the Kids           | 222.724.172                   |
| 9.              | Ghostbusters II                    | 215.394.738                   |
| 10.             | Born on the Fourth of July         | 162.001.698                   |
| Kinostarts 1989 |                                    |                               |

### In Deutschland
Die zehn erfolgreichsten Filme an den deutschen Kinokassen nach Besucherzahlen (Stand: 4. November 2018):
| Platz | Filmtitel                             | Besucher  |
| ----- | ------------------------------------- | --------- |
| 1.    | Rain Man                              | 6.007.188 |
| 2.    | Ein Fisch namens Wanda                | 3.787.623 |
| 3.    | Zurück in die Zukunft II              | 3.657.625 |
| 4.    | Indiana Jones und der letzte Kreuzzug | 3.644.906 |
| 5.    | Otto – Der Außerfriesische            | 3.585.645 |
| 6.    | Asterix – Operation Hinkelstein       | 2.679.034 |
| 7.    | Die nackte Kanone                     | 2.576.177 |
| 8.    | In einem Land vor unserer Zeit        | 2.569.802 |
| 9.    | Harry und Sally                       | 2.559.494 |
| 10.   | James Bond 007 – Lizenz zum Töten     | 2.472.732 |

## Filmpreise

### Golden Globe Award
Am 28. Januar findet im Beverly Hilton Hotel in Los Angeles die Golden-Globe-Verleihung statt.
- Bestes Drama: Rain Man von Barry Levinson
- Bestes Musical/Komödie: Die Waffen der Frauen (Working Girl) von Mike Nichols
- Bester Schauspieler (Drama): Dustin Hoffman in Rain Man
- Beste Schauspielerin (Drama): Sigourney Weaver in Gorillas im Nebel, Jodie Foster in Angeklagt und Shirley MacLaine in Madame Sousatzka
- Bester Schauspieler (Musical/Komödie): Tom Hanks in Big
- Beste Schauspielerin (Musical/Komödie): Melanie Griffith in Working Girl
- Bester Nebendarsteller: Martin Landau in Tucker: The Man and His Dream
- Beste Nebendarstellerin: Sigourney Weaver in Working Girl
- Bester Regisseur: Clint Eastwood für Bird
- Beste Musik: Maurice Jarre für Gorillas im Nebel

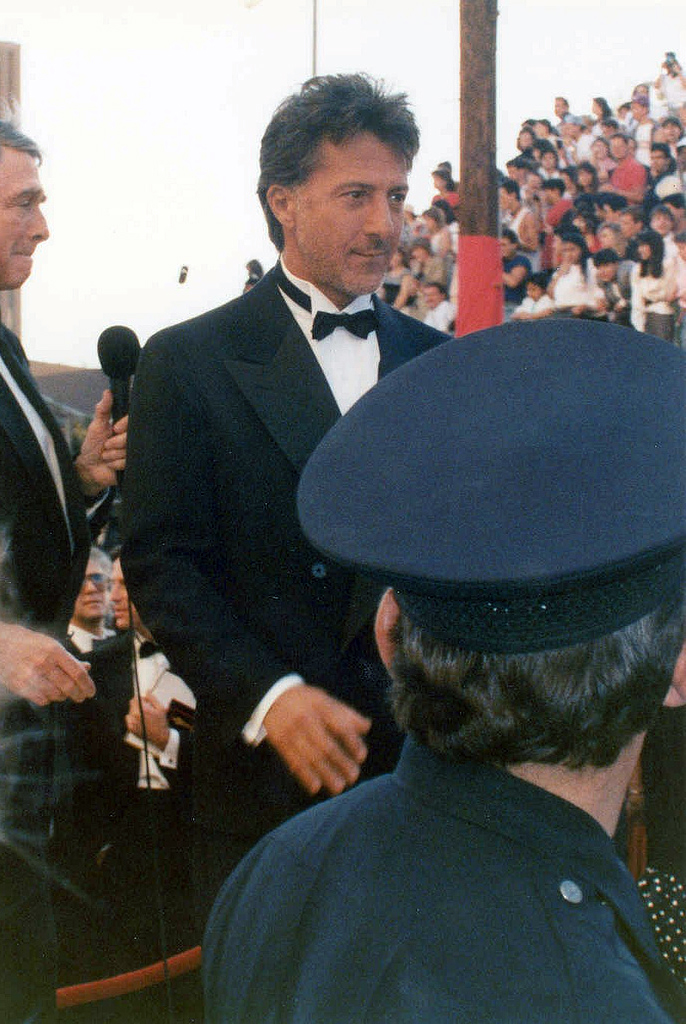
Dustin Hoffman bei der Oscarverleihung 1989

- Cecil B. deMille Award: Doris Day

### Oscar
Am 29. März findet im Shrine Civic Auditorium in Los Angeles die Oscarverleihung statt.
- Bester Film: Rain Man von Barry Levinson
- Bester Hauptdarsteller: Dustin Hoffman in Rain Man
- Beste Hauptdarstellerin: Jodie Foster in Angeklagt
- Bester Regisseur: Barry Levinson für Rain Man
- Bester Nebendarsteller: Kevin Kline für Ein Fisch namens Wanda
- Beste Nebendarstellerin: Geena Davis in The Accidental Tourist
- Bestes Drehbuch nach einer literarischen Vorlage: Christopher Hampton für Gefährliche Liebschaften
- Bester fremdsprachiger Film: Pelle, der Eroberer von Bille August

Vollständige Liste der Preisträger

### Internationale Filmfestspiele von Cannes 1989
Das Festival beginnt am 11. Mai und endet am 23. Mai. Die Jury unter Präsident Wim Wenders vergibt folgende Preise:
- Goldene Palme: Sex, Lügen und Video von Steven Soderbergh
- Bester Schauspieler: James Spader in Sex, Lügen und Video
- Beste Schauspielerin: Meryl Streep in Ein Schrei in der Dunkelheit
- Bester Regisseur: Emir Kusturica für Die Zeit der Zigeuner

### Internationale Filmfestspiele Berlin 1989
Das Festival beginnt am 10. Februar und endet am 21. Februar. Die Jury unter Präsident Rolf Liebermann wählt folgende Preisträger aus:
- Goldener Bär: Rain Man von Barry Levinson
- Bester Schauspieler: Gene Hackman in Mississippi Burning – Die Wurzel des Hasses
- Beste Schauspielerin: Isabelle Adjani in Camille Claudel
- Bester Regisseur: Dusan Hanák für Ja milujem, ty milujes
- Goldener Ehrenbär: Dustin Hoffman

### Internationale Filmfestspiele von Venedig
Das Festival beginnt am 4. September und endet am 15. September. Die Jury wählt folgende Preisträger aus:
- Goldener Löwe: Eine Stadt der Traurigkeit von Hou Hsiao-Hsien
- Bester Schauspieler: Marcello Mastroianni und Massimo Troisi in Wie spät ist es?
- Beste Schauspielerin: Peggy Ashcroft und Geraldine James in Eine unwürdige Frau
- Goldener Ehrenlöwe für sein Lebenswerk: Robert Bresson

### Europäischer Filmpreis
Der Europäische Filmpreis wurde am 25. November in Paris vergeben.
- Bester Film: Landschaft im Nebel von Theo Angelopoulos
- Bester Schauspieler: Philippe Noiret in Cinema Paradiso
- Beste Schauspielerin: Ruth Sheen in Hohe Erwartungen
- Beste Nebendarstellerin: Edna Doré in Hohe Erwartungen
- Bester Regisseur: Géza Bereményi für Eldorado

### Deutscher Filmpreis
- Bester Film: Yasemin von Hark Bohm
- Beste Regie: Maria Theresia Wagner für Die Nacht des Marders
- Beste Hauptdarstellerin: Heidemarie Hatheyer für Martha Jellneck, Zuhal Olcay für Abschied vom falschen Paradies, Ayşe Romey für Yasemin und Dana Vávrová für Herbstmilch
- Bester Hauptdarsteller: Heinz Bennent für Im Jahr der Schildkröte und Werner Stocker für Herbstmilch

### César
- Bester Film: Camille Claudel von Bruno Nuytten
- Beste Regie: Jean-Jacques Annaud für Der Bär
- Bester Hauptdarsteller: Jean-Paul Belmondo für Der Löwe
- Beste Hauptdarstellerin: Isabelle Adjani für Camille Claudel
- Bester Nebendarsteller: Patrick Chesnais für Die Vorleserin
- Beste Nebendarstellerin: Hélène Vincent für Das Leben ist ein langer, ruhiger Fluß
- Bester ausländischer Film: Out of Rosenheim von Percy Adlon

### British Academy Film Award
- Bester Film: Der letzte Kaiser von Bernardo Bertolucci
- Beste Regie: Louis Malle für Auf Wiedersehen, Kinder
- Bester Hauptdarsteller: John Cleese für Ein Fisch namens Wanda
- Beste Hauptdarstellerin: Maggie Smith für Die große Sehnsucht der Judith Hearne
- Bester Nebendarsteller: Michael Palin für Ein Fisch namens Wanda
- Beste Nebendarstellerin: Olympia Dukakis für Mondsüchtig
- Bester nicht-englischsprachiger Film: Babettes Fest von Gabriel Axel

### New York Film Critics Circle Award
- Bester Film: Mein linker Fuß von Jim Sheridan
- Beste Regie: Paul Mazursky für Feinde – Die Geschichte einer Liebe
- Bester Hauptdarsteller: Daniel Day-Lewis in Mein linker Fuß
- Beste Hauptdarstellerin: Michelle Pfeiffer in Die fabelhaften Baker Boys
- Bester Nebendarsteller: Alan Alda in Verbrechen und andere Kleinigkeiten
- Beste Nebendarstellerin: Lena Olin in Feinde – Die Geschichte einer Liebe
- Beste Kamera: Ernest R. Dickerson für Do the Right Thing
- Bester ausländischer Film: Eine Frauensache von Claude Chabrol

### National Board of Review
- Bester Film: Miss Daisy und ihr Chauffeur von Bruce Beresford
- Beste Regie: Kenneth Branagh für Henry V.
- Bester Hauptdarsteller: Morgan Freeman in Miss Daisy und ihr Chauffeur
- Beste Hauptdarstellerin: Michelle Pfeiffer in Die fabelhaften Baker Boys
- Bester Nebendarsteller: Alan Alda in Verbrechen und andere Kleinigkeiten
- Beste Nebendarstellerin: Mary Stuart Masterson in Second Hand Familie
- Bester fremdsprachiger Film: Eine Frauensache von Claude Chabrol

### Los Angeles Film Critics Association Awards
- Bester Film: Do the Right Thing von Spike Lee
- Beste Regie: Spike Lee für Do the Right Thing
- Bester Hauptdarsteller: Daniel Day-Lewis in Mein linker Fuß
- Beste Hauptdarstellerin: Andie MacDowell in Sex, Lügen und Video und Michelle Pfeiffer in Die fabelhaften Baker Boys
- Bester Nebendarsteller: Danny Aiello in Do the Right Thing
- Beste Nebendarstellerin: Brenda Fricker in Der linke Fuß
- Bester fremdsprachiger Film: Entfernte Stimmen – Stilleben von Terence Davies und Eine Frauensache von Claude Chabrol

### Weitere Filmpreise und Auszeichnungen
- AFI Life Achievement Award: Gregory Peck
- Amanda: For harde livet von Sigve Endresen (Bester norwegischer Film), Out of Rosenheim von Percy Adlon (Bester ausländischer Film)
- American Comedy Awards: Tom Hanks in Big (Lustigster Hauptdarsteller), Bette Midler in Zwei mal Zwei (Lustigste Hauptdarstellerin), Arsenio Hall in Der Prinz aus Zamunda (Lustigster Nebendarsteller), Joan Cusack in Die Waffen der Frauen (Lustigste Nebendarstellerin)
- American Society of Cinematographers Award: Haskell Wexler für Blaze – Eine gefährliche Liebe
- Australian Film Institute Award: Ein Schrei in der Dunkelheit von Fred Schepisi
- Bodil: Emmas Schatten von Søren Kragh-Jacobsen
- Brussels International Fantastic Film Festival: Paperhouse – Albträume werden wahr von Bernard Rose
- David di Donatello: Die Legende vom heiligen Trinker (Bester italienischer Film) und Rain Man (Bester ausländischer Film)
- Deutscher Kritikerpreis: Heiner Carow
- Directors Guild of America Award: Barry Levinson für Rain Man, Sidney Lumet (Lebenswerk)
- Ernst-Lubitsch-Preis: Loriot für Ödipussi und sein Gesamtwerk
- Evening Standard British Film Award: Ein Fisch namens Wanda von Charles Crichton
- Genie Award: Die Unzertrennlichen von David Cronenberg
- Gilde-Filmpreis: Gefährliche Liebschaften von Stephen Frears (Gold ausländischer Film), Herbstmilch von Joseph Vilsmaier (Gold deutscher Film), Der Bär von Jean-Jacques Annaud (Silber ausländischer Film), Yasemin von Hark Bohm (Silber deutscher Film)
- Goya: Frauen am Rande des Nervenzusammenbruchs von Pedro Almodóvar
- Independent Spirit Awards 1989: Stand and Deliver von Ramón Menéndez (Bester Film) und Der Himmel über Berlin von Wim Wenders (Bester ausländischer Film)
- Jupiter: Falsches Spiel mit Roger Rabbit von Robert Zemeckis (Bester Film), Sophie Marceau (Beste Darstellerin), Michael Douglas (Bester Darsteller)
- Louis-Delluc-Preis: Eine Welt ohne Mitleid von Éric Rochant
- Nastro d’Argento: Die Legende vom heiligen Trinker von Ermanno Olmi und Frauen am Rande des Nervenzusammenbruchs von Pedro Almodóvar
- National Society of Film Critics Award: Die unerträgliche Leichtigkeit des Seins von Philip Kaufman
- People’s Choice Award: Rain Man von Barry Levinson (populärstes Filmdrama), Big von Penny Marshall und Twins – Zwillinge von Ivan Reitman (populärste Filmkomödie), Dustin Hoffman (populärster dramatischer Schauspieler), Eddie Murphy (populärster komödiantischer Schauspieler), Meryl Streep (populärste dramatische Schauspielerin), Bette Midler (populärste komödiantische Schauspielerin)
- Political Film Society Award für Demokratie: Der Club der toten Dichter von Peter Weir
- Political Film Society Award für Frieden: Die Verdammten des Krieges von Brian De Palma
- Political Film Society Award für Menschenrechte: Mississippi Burning – Die Wurzel des Hasses von Alan Parker
- Preis der deutschen Filmkritik: Überall ist es besser wo wir nicht sind von Michael Klier
- Robert: Emmas Schatten von Søren Kragh-Jacobsen, Out of Rosenheim von Percy Adlon (Bester ausländischer Film)
- Festival Internacional de Cine de San Sebastián: Homer und Eddie von Andrei Kontschalowski und Die geheime Nation von Jorge Sanjinés (Goldene Muschel)
- Sundance Film Festival: Wahre Liebe von Nancy Savoca (Großer Preis der Jury)
- Toronto International Film Festival: Roger & Me von Michael Moore (Publikumspreis)
- Vancouver International Film Festival: Roger & Me von Michael Moore
- Internationales Filmfestival Warschau: Verschwörung der Frauen von Peter Greenaway (Publikumspreis)
- Writers Guild of America Award: Annies Männer von Ron Shelton (Bestes Originaldrehbuch), Gefährliche Liebschaften von Christopher Hampton (Bestes adaptiertes Drehbuch)
- Young Artist Award: Das Reich der Sonne von Steven Spielberg (Bestes Drama), Das Wunder in der 8. Straße von Matthew Robbins (Beste Komödie), Beetlejuice von Tim Burton (Bester Fantasyfilm), Pelle, der Eroberer von Bille August (Bester fremdsprachiger Film)

## Geburtstage

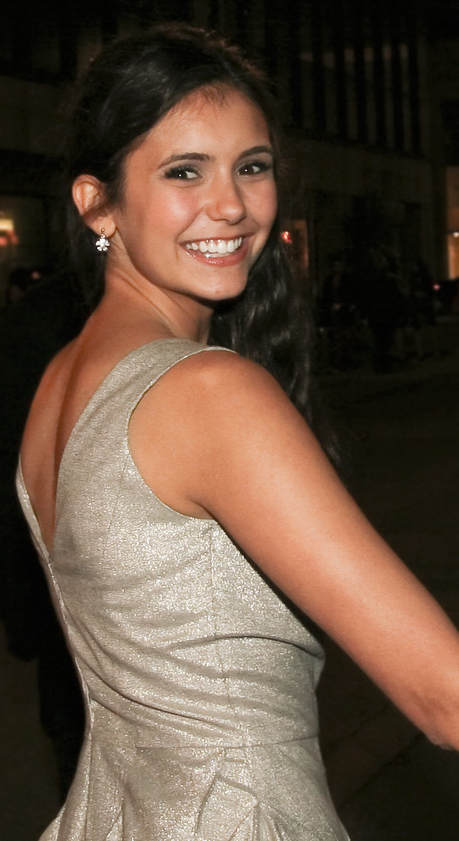
Nina Dobrev (* 9. Januar)

### Januar bis März
Januar
- 02. Januar: Lydia Morgenstern, deutsche Synchronsprecherin
- 03. Januar: Alex D. Linz, US-amerikanischer Schauspieler
- 09. Januar: Nina Dobrev, bulgarisch-kanadische Schauspielerin und Model
- 13. Januar: Beau Mirchoff, US-amerikanisch-kanadischer Schauspieler
- 14. Januar: Emma Greenwell, US-amerikanische Schauspielerin
- 15. Januar: Ryan Corr, australischer Schauspieler
- 16. Januar: Yvonne Zima, US-amerikanische Schauspielerin
- 30. Januar: Khleo Thomas, US-amerikanischer Schauspieler

Februar
- 05. Februar: Jeremy Sumpter, US-amerikanischer Schauspieler
- 13. Februar: Katie Volding, US-amerikanische Schauspielerin
- 20. Februar: Jasna Fritzi Bauer, schweizerisch-chilenische Schauspielerin
- 21. Februar: Kristin Herrera, US-amerikanische Schauspielerin
- 21. Februar: Scout Taylor-Compton, US-amerikanische Schauspielerin
- 24. Februar: Daniel Kaluuya, britischer Schauspieler und Komiker

März
- 05. März: Jake Lloyd, US-amerikanischer Schauspieler
- 11. März: Anton Yelchin, US-amerikanischer Schauspieler († 2016)
- 17. März: Morfydd Clark, walisische Film- und Theaterschauspielerin
- 18. März: Lily Collins, britisch-US-amerikanische Schauspielerin
- 21. März: Luke Mockridge, italienisch-kanadischer Komiker, Moderator, Schauspieler und Podcaster
- 25. März: Alyson Michalka, US-amerikanische Schauspielerin und Sängerin
- 25. März: Anke Retzlaff, deutsche Schauspielerin

### April bis Juni
April

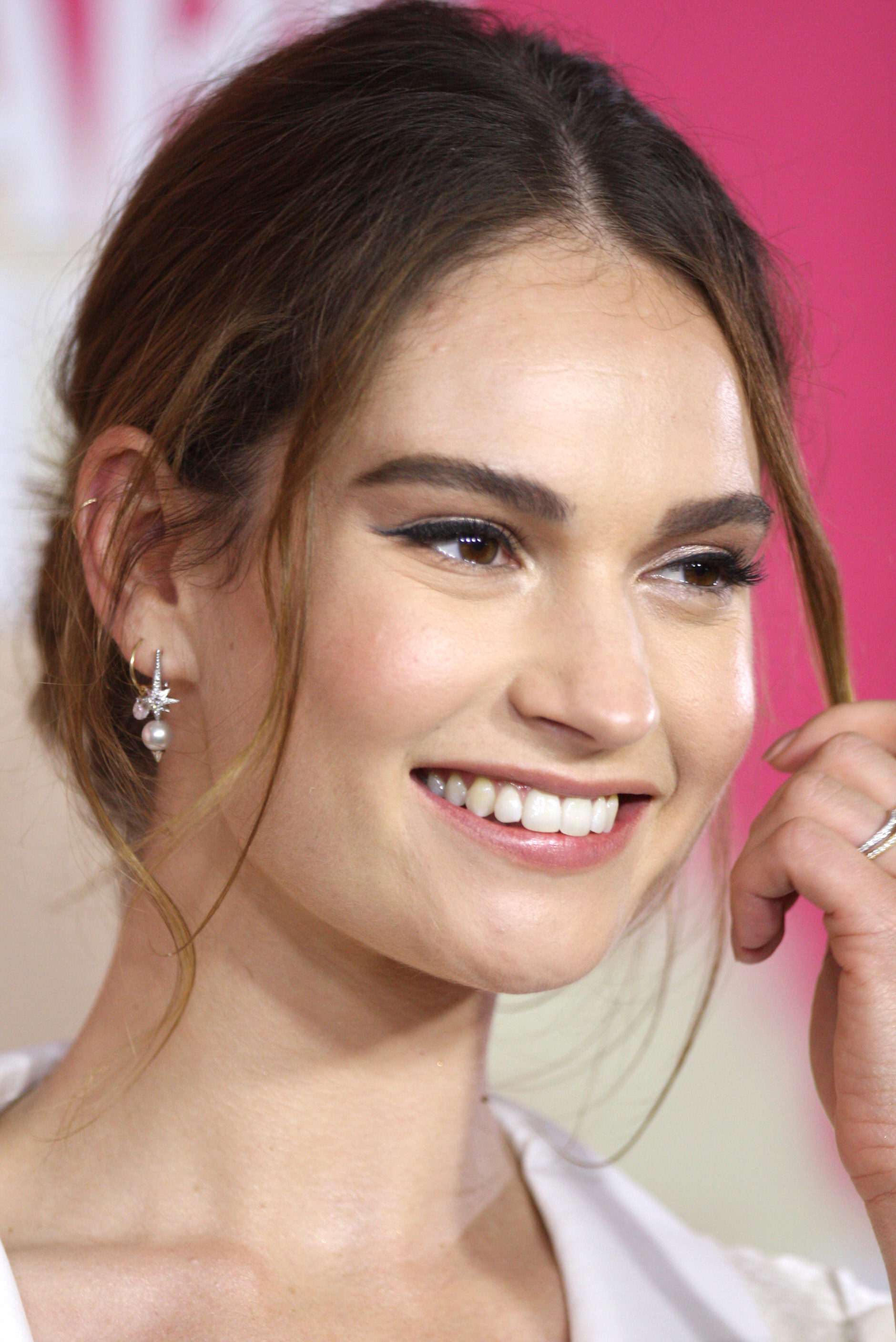
Lily James (* 5. April)

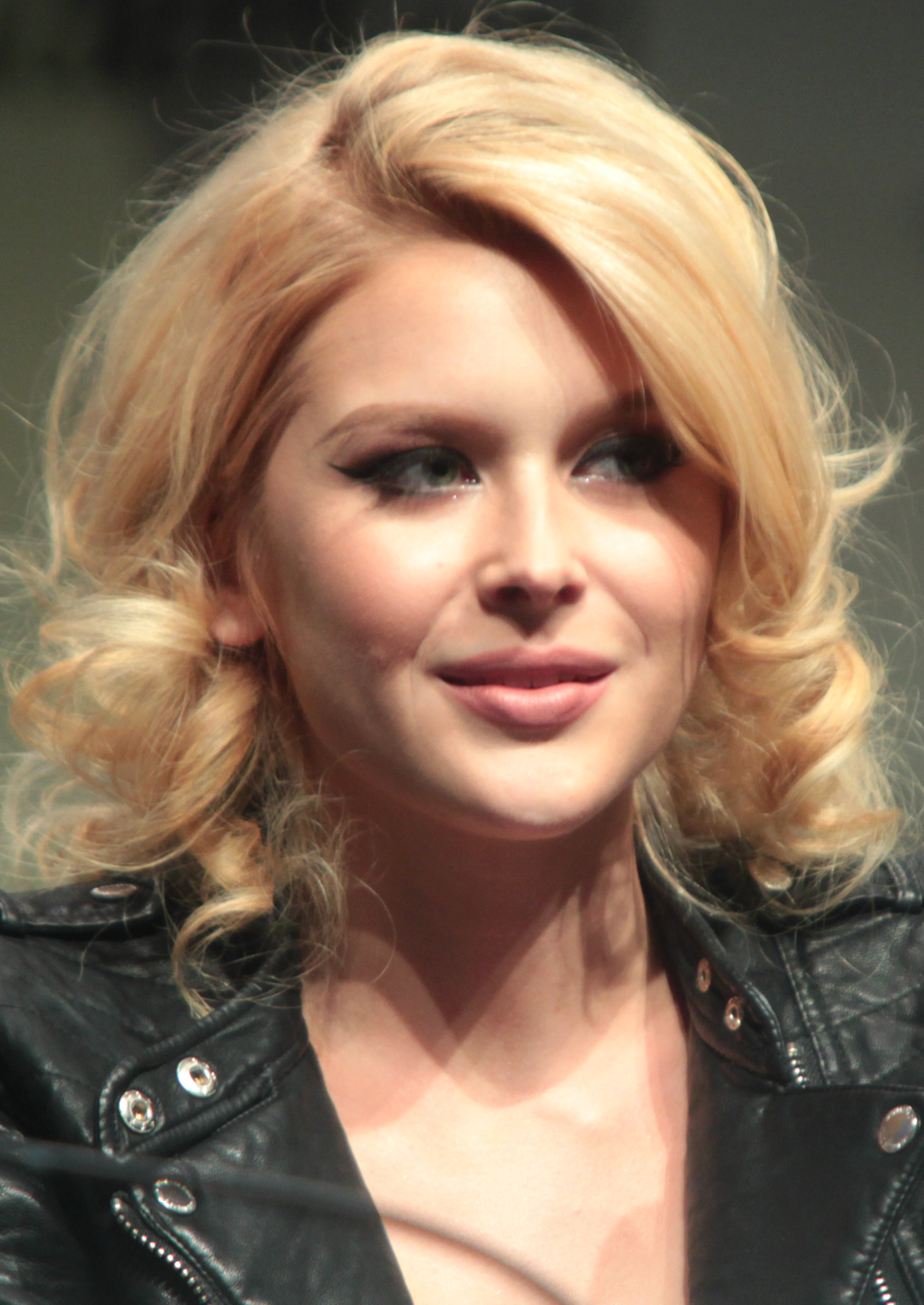
Renee Olstead (* 18. Juni)

- 05. April: Lily James, britische Schauspielerin
- 08. April: Gabriella Wilde, britische Schauspielerin
- 18. April: Alia Shawkat, US-amerikanische Schauspielerin
- 20. April: Alex Black, US-amerikanischer Schauspieler
- 26. April: Luke Bracey, australischer Schauspieler
- 27. April: Klara Deutschmann, deutsche Schauspielerin
- 27. April: Emily Rios, US-amerikanische Schauspielerin und Model

Mai
- 29. Mai: Riley Keough, US-amerikanische Schauspielerin

Juni
- 02. Juni: Stephan Bender, US-amerikanischer Schauspieler
- 14. Juni: Lucy Hale, US-amerikanische Schauspielerin
- 18. Juni: Renee Olstead, US-amerikanische Schauspielerin und Sängerin
- 20. Juni: Christopher Mintz-Plasse, US-amerikanischer Schauspieler
- 22. Juni: Karla Crome, britische Schauspielerin
- 24. Juni: Rafi Gavron, britischer Schauspieler

### Juli bis September
Juli

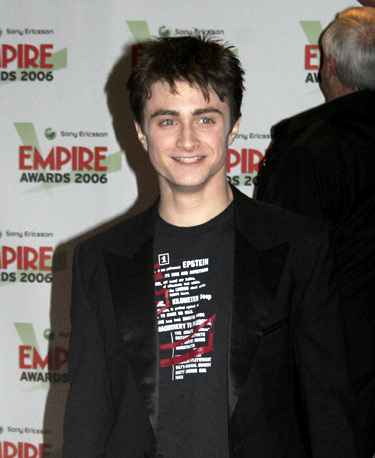
Daniel Radcliffe (* 23. Juli)

- 05. Juli: Ferdinand Seebacher, österreichischer Schauspieler
- 11. Juli: David Henrie, US-amerikanischer Schauspieler
- 14. Juli: Sean Flynn, US-amerikanischer Schauspieler
- 18. Juli: Timur Ülker, deutscher Schauspieler und Musiker
- 20. Juli: Amelie Plaas-Link, deutsche Schauspielerin
- 21. Juli: Rory Culkin, US-amerikanischer Schauspieler
- 21. Juli: Juno Temple, britische Schauspielerin
- 21. Juli: Jamie Waylett, britischer Schauspieler
- 23. Juli: Daniel Radcliffe, britischer Schauspieler
- 25. Juli: Timo Rüggeberg, deutscher Schauspieler († 2011)
- 27. Juli: Charlotte Arnold, kanadische Schauspielerin

August
- 09. August: Meredith Deane, US-amerikanische Schauspielerin
- 10. August: Brenton Thwaites, australischer Schauspieler
- 11. August: Sophie Pfennigstorf, deutsche Theater- und Filmschauspielerin
- 17. August: Frederick Lau, deutscher Schauspieler
- 21. August: Hayden Panettiere, US-amerikanische Schauspielerin

September
- 08. September: Jade Laroche, französische Pornodarstellerin
- 14. September: Jessica Brown Findlay, britische Schauspielerin
- 15. September: Kara Pacitto, US-amerikanische Schauspielerin
- 17. September: Lara Mandoki, deutsche Schauspielerin
- 20. September: Malachi Kirby, britischer Schauspieler
- 24. September: Jesse James, US-amerikanischer Schauspieler
- 26. September: Nilam Farooq, deutsche Schauspielerin
- 26. September: Emma Rigby, britische Schauspielerin

### Oktober bis Dezember
Oktober

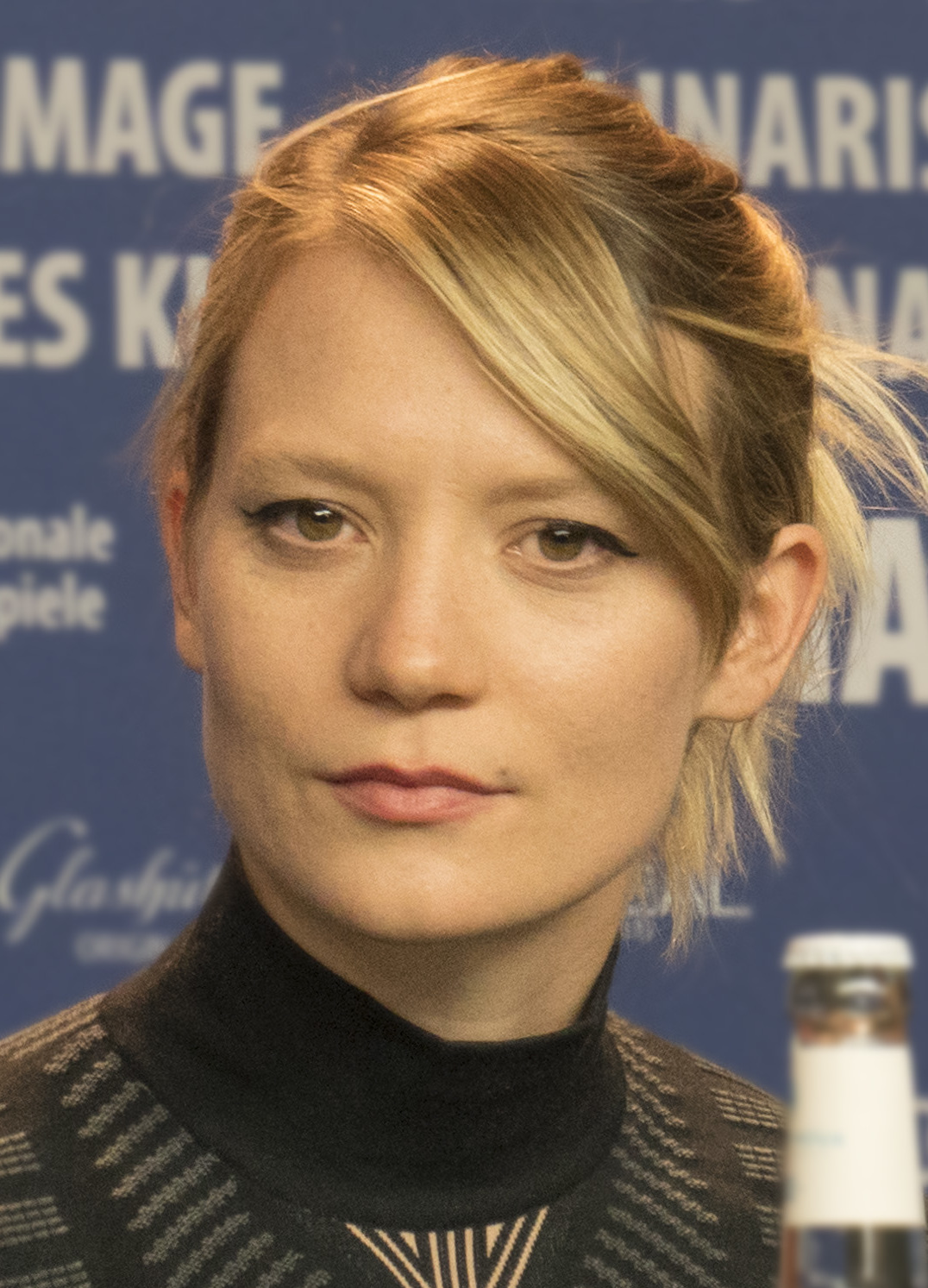
Mia Wasikowska (* 14. Oktober)

- 01. Oktober: Brie Larson, US-amerikanisch-kanadische Schauspielerin, Sängerin, Filmregisseurin, -produzentin und Drehbuchautorin
- 02. Oktober: Janina Uhse, deutsche Schauspielerin
- 04. Oktober: Dakota Johnson, US-amerikanische Schauspielerin
- 06. Oktober: Sophia Thomalla, deutsche Schauspielerin, Moderatorin und Model
- 14. Oktober: Mia Wasikowska, australische Schauspielerin
- 18. Oktober: Joy Lauren, US-amerikanische Schauspielerin
- 28. Oktober: Louis Klamroth, deutscher Schauspieler und Moderator
- 29. Oktober: Kai-Peter Malina, deutscher Schauspieler

November
- 02. November: Katelyn Tarver, US-amerikanische Schauspielerin und Sängerin
- 10. November: Taron Egerton, britischer Schauspieler

Dezember
- 07. Dezember: Nicholas Hoult, britischer Schauspieler
- 29. Dezember: Jane Levy, US-amerikanische Schauspielerin

### Tag unbekannt
- Felix Everding, deutscher Schauspieler und Übersetzer
- Božidar Kocevski, deutscher Schauspieler
- Kristin Suckow, deutsche Schauspielerin
- Alex Turrek, deutscher Schauspieler und Synchronsprecher
- Salka Weber, österreichische Schauspielerin, Sängerin und Filmemacherin

## Verstorbene

### Januar bis März
Januar
- 08. Januar: Kenneth McMillan, US-amerikanischer Schauspieler (* 1932)
- 13. Januar: Joe Spinell, US-amerikanischer Schauspieler (* 1936)
- 19. Januar: Norma Varden, britische Schauspielerin (* 1898)
- 20. Januar: Beatrice Lillie, kanadische Schauspielerin (* 1894)
- 26. Januar: Morton DaCosta, US-amerikanischer Regisseur (* 1914)

Februar
- 03. Februar: John Cassavetes, US-amerikanischer Schauspieler und Regisseur (* 1929)
- 06. Februar: André Cayatte, französischer Regisseur (* 1909)
- 11. Februar: T. E. B. Clarke, englischer Drehbuchautor (* 1907)
- 17. Februar: Marguerite Roberts, US-amerikanische Drehbuchautorin (* 1905)

März
- 06. März: Harry Andrews, britischer Schauspieler (* 1911)
- 12. März: Maurice Evans, britischer Schauspieler (* 1901)
- 17. März: Merritt Butrick, US-amerikanischer Schauspieler (* 1959)
- 25. März: Reginald Le Borg, US-amerikanischer Regisseur (* 1902)
- 26. März: Marina Ried, deutsch-russische Schauspielerin (* 1921)
- 26. März: Manfred Seipold, deutscher Schauspieler (* 1941)
- 27. März: May Allison, US-amerikanische Schauspielerin (* 1890)
- 27. März: Jack Starrett, US-amerikanischer Schauspieler (* 1936)
- 28. März: Robert J. Wilke, US-amerikanischer Schauspieler (* 1914)
- 29. März: Bernard Blier, französischer Schauspieler (* 1916)

### April bis Juni
April

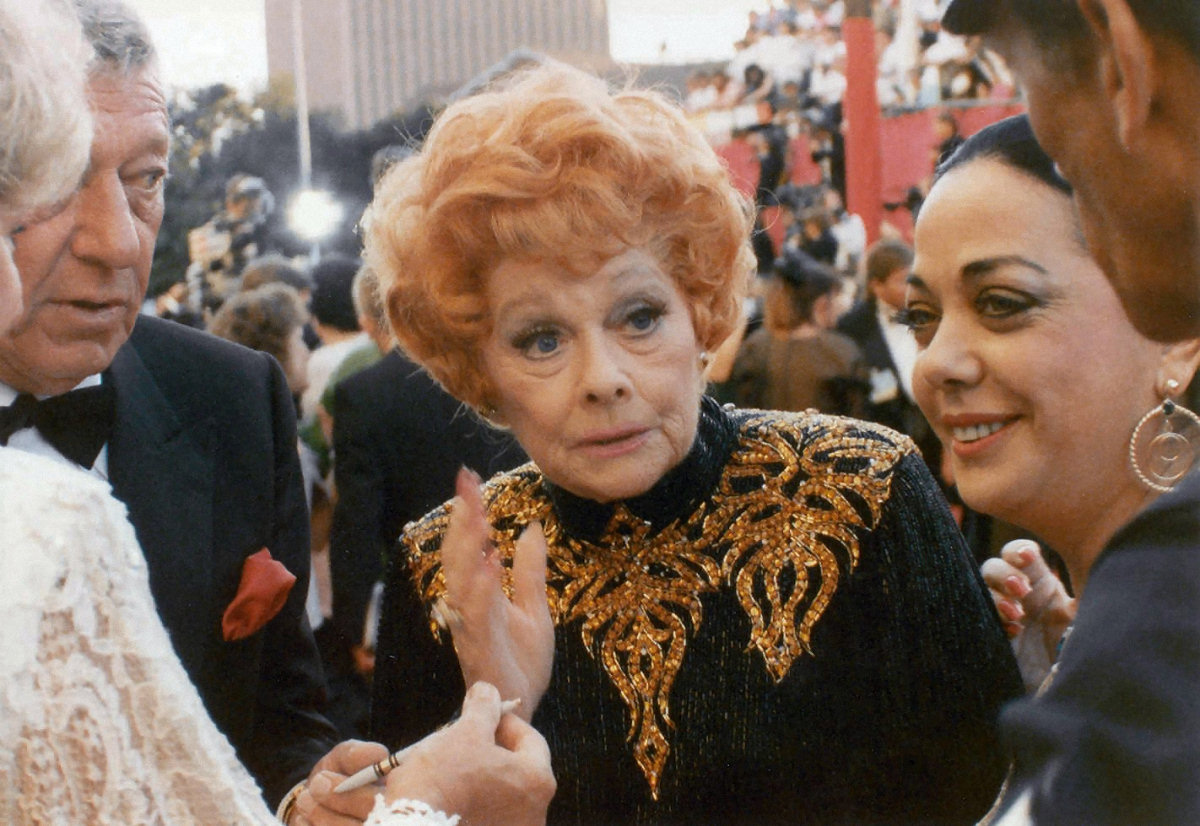
Lucille Ball (1911–1989)

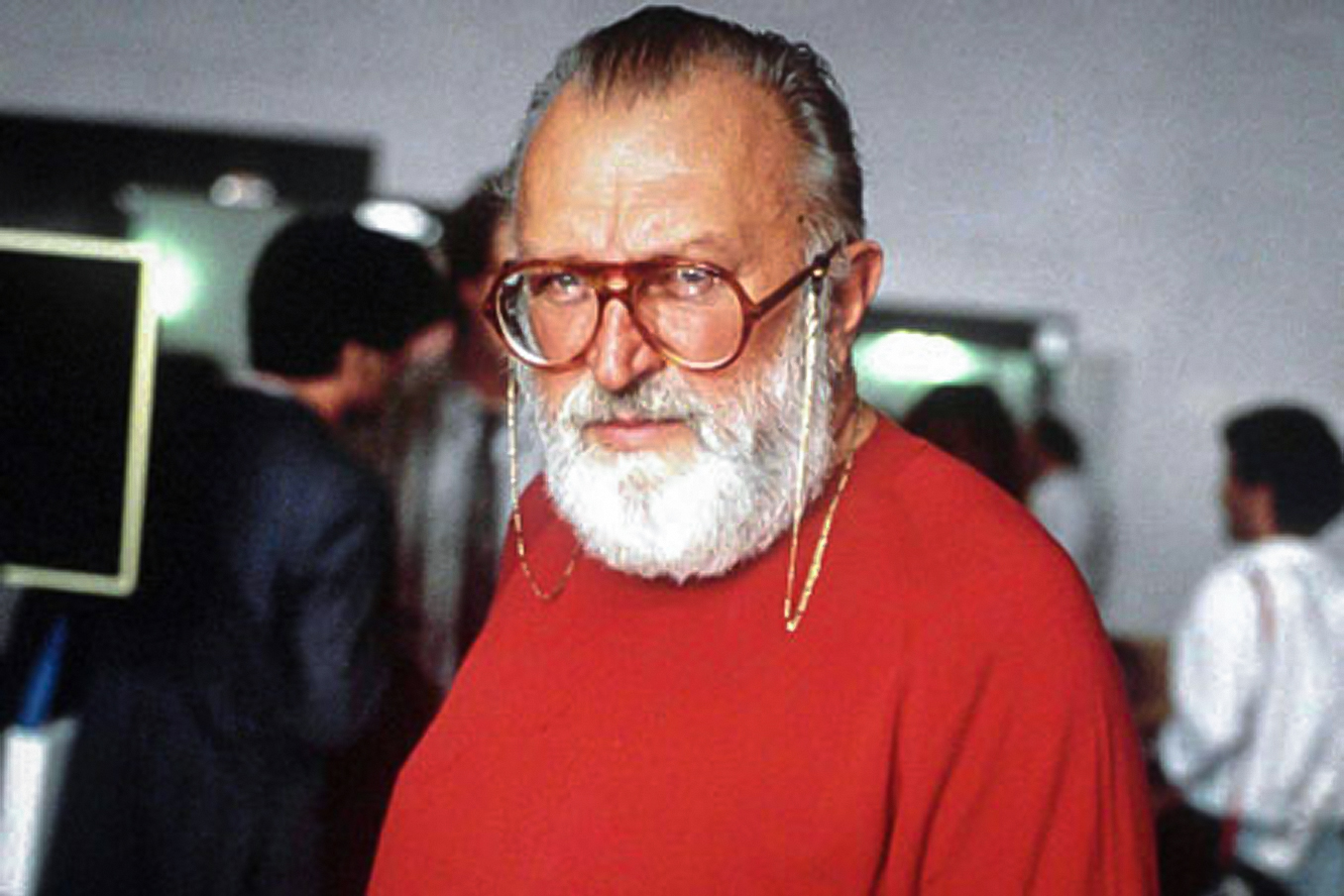
Sergio Leone (1929–1989)

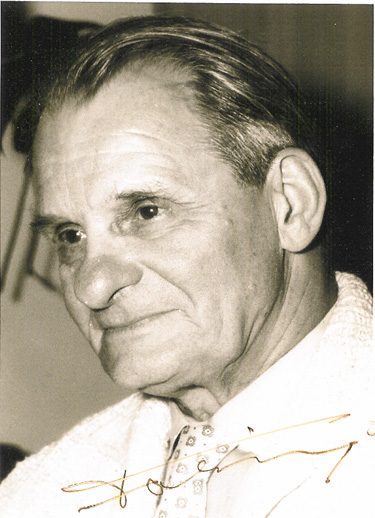
Erwin Faber (1891–1989)

- 01. April: Nedda Harrigan, US-amerikanische Schauspielerin (* 1899)
- 03. April: Norman Wooland, britischer Schauspieler (* 1910)
- 05. April: Karel Zeman, tschechischer Regisseur (* 1910)
- 07. April: Evelyn Finley, US-amerikanische Schauspielerin (* 1916)
- 10. April: Joan Barry, britische Schauspielerin (* 1903)
- 10. April: Nikolai Grinko, sowjetischer Schauspieler (* 1920)
- 15. April: Charles Vanel, französischer Schauspieler (* 1892)
- 24. April: Clyde Geronimi, italienisch-US-amerikanischer Zeichner und Regisseur (* 1901)
- 25. April: George Coulouris, britischer Schauspieler (* 1903)
- 26. April: Lucille Ball, US-amerikanische Schauspielerin (* 1911)
- 28. April: Géza von Cziffra, ungarischer Regisseur (* 1900)
- 30. April: Sergio Leone, italienischer Regisseur (* 1929)

Mai
- 01. Mai: Marion Mack, US-amerikanische Schauspielerin (* 1902)
- 04. Mai: Erwin Faber, österreichischer Schauspieler (* 1891)
- 07. Mai: Guy Williams, US-amerikanischer Schauspieler (* 1924)
- 20. Mai: Anton Diffring, deutscher Schauspieler (* 1916)
- 20. Mai: Lyn Murray, US-amerikanischer Komponist (* 1909)
- 20. Mai: Gilda Radner, US-amerikanische Schauspielerin (* 1946)
- 21. Mai: Robert Webber, US-amerikanischer Schauspieler (* 1924)
- 25. Mai: Brigid Bazlen, US-amerikanische Schauspielerin (* 1944)

Juni
- 10. Juni: Richard Quine, US-amerikanischer Schauspieler, Komponist, Produzent und Regisseur (* 1920)
- 14. Juni: Gerlinde Döberl, österreichische Schauspielerin (* 1951)
- 15. Juni: Victor French, US-amerikanischer Schauspieler (* 1934)
- 15. Juni: Ray McAnally, irischer Schauspieler (* 1926)
- 27. Juni: Jack Buetel, US-amerikanischer Schauspieler (* 1915)
- 27. Juni: Michele Lupo, italienischer Regisseur (* 1932)
- 28. Juni: Joris Ivens, niederländischer Dokumentarfilmer (* 1898)

### Juli bis September
Juli

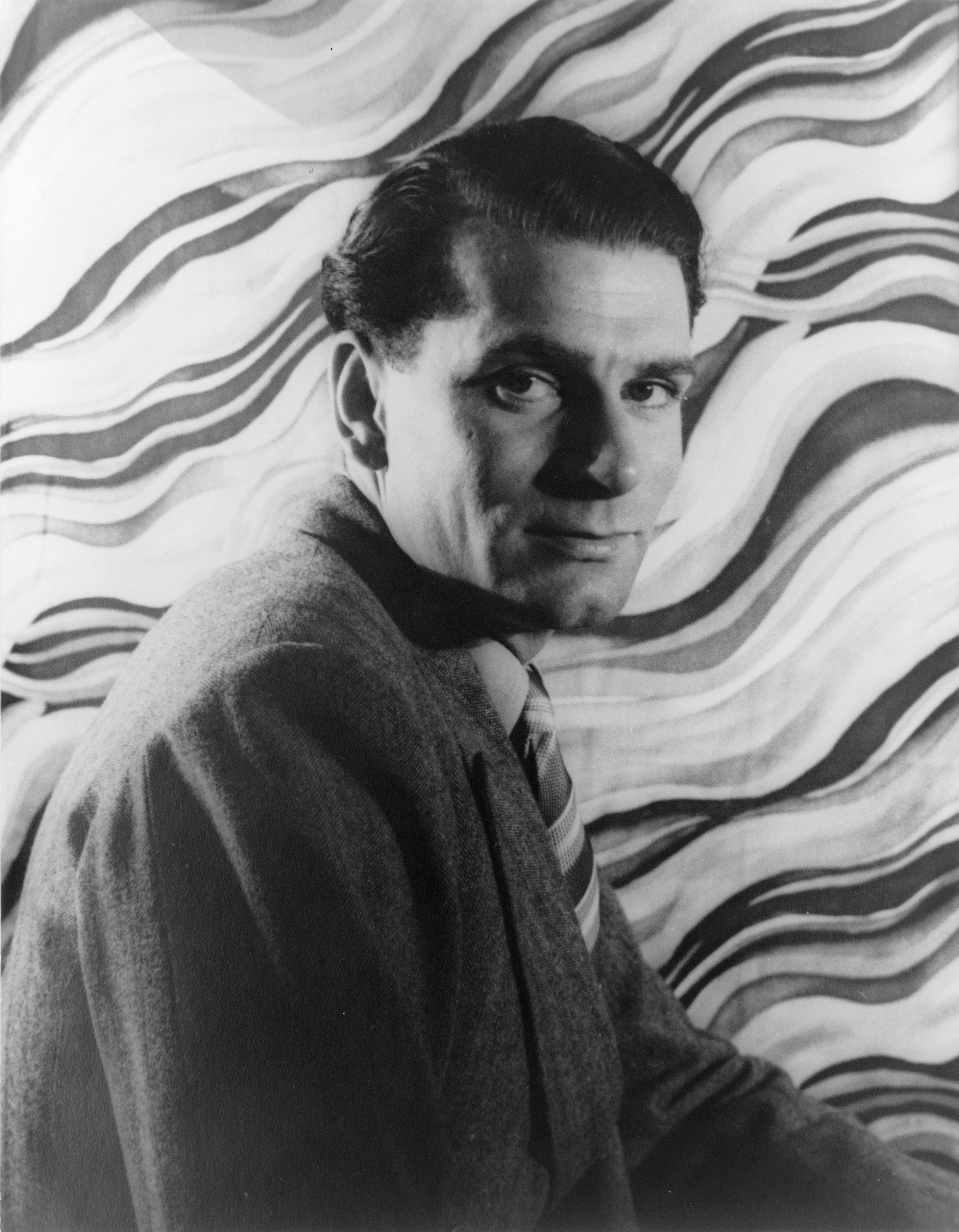
Laurence Olivier (1907–1989)

- 02. Juli: Franklin J. Schaffner, US-amerikanischer Regisseur (* 1920)
- 03. Juli: Jim Backus, US-amerikanischer Schauspieler (* 1913)
- 11. Juli: Laurence Olivier, britischer Schauspieler und Regisseur (* 1907)
- 18. Juli: Rebecca Schaeffer, US-amerikanische Schauspielerin (* 1967)
- 19. Juli: Carl-Heinz Schroth, österreichischer Schauspieler (* 1902)
- 29. Juli: Nancy Andrews, US-amerikanische Schauspielerin (* 1924)

August
- 02. August: Friedl Behn-Grund, deutscher Kameramann (* 1906)
- 11. August: John Meillon, australischer Schauspieler (* 1934)
- 16. August: Amanda Blake, US-amerikanische Schauspielerin (* 1929)
- 20. August: Joseph LaShelle, US-amerikanischer Kameramann (* 1900)

September
- 02. September: Clifton Parker, britischer Komponist (* 1905)
- 06. September: Gina Manès, französische Schauspielerin (* 1893)
- 22. September: Irving Berlin, US-amerikanischer Komponist (* 1888)
- 25. September: Jack Smith, US-amerikanischer Regisseur (* 1932)

### Oktober bis Dezember
Oktober

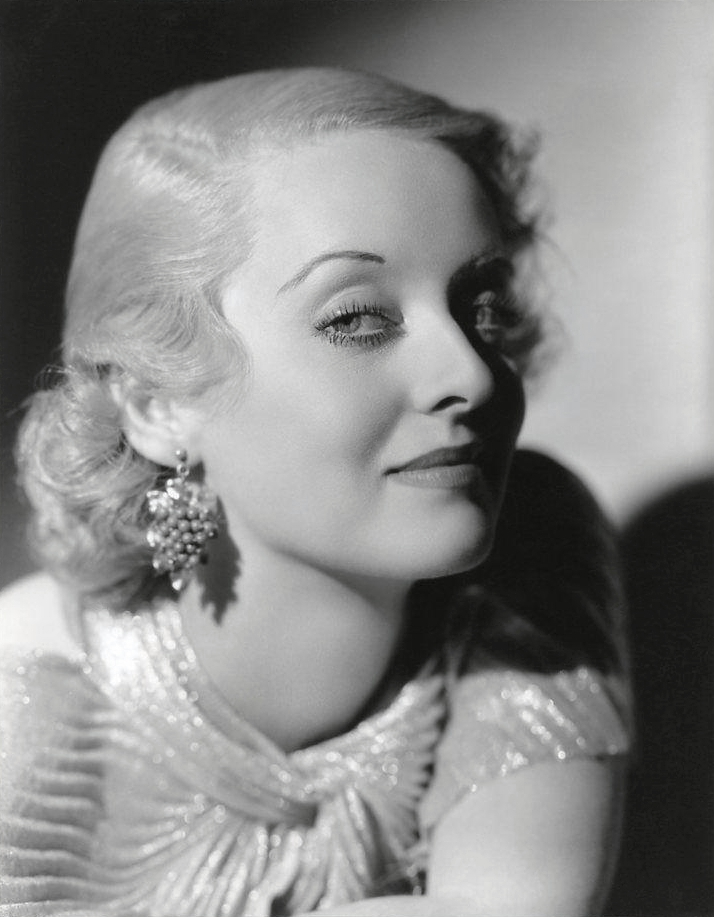
Bette Davis (1908–1989)

- 04. Oktober: Graham Chapman, englischer Komiker (* 1941)
- 06. Oktober: Bette Davis, US-amerikanische Schauspielerin (* 1908)
- 06. Oktober: Jacques Doniol-Valcroze, französischer Regisseur und Kritiker (* 1920)
- 13. Oktober: Günther Ungeheuer, deutscher Schauspieler (* 1925)
- 13. Oktober: Cesare Zavattini, italienischer Drehbuchautor (* 1902)
- 14. Oktober: Lucy Doraine, ungarische Schauspielerin (* 1898)
- 15. Oktober: James Lee Barrett, US-amerikanischer Drehbuchautor (* 1929)
- 16. Oktober: Cornel Wilde, US-amerikanischer Schauspieler (* 1915)
- 20. Oktober: Anthony Quayle, britischer Schauspieler (* 1913)
- 26. Oktober: Mary Martlew, britisch-schweizerische Schauspielerin (* 1919)
- 27. Oktober: Heinz Meynhardt, deutscher Verhaltensforscher und Tierfilmer (* 1935)
- 28. Oktober: Martin Brandt, deutscher Schauspieler (* 1903)

November
- 02. November: Else Eckersberg, deutsche Schauspielerin (* 1895)
- 18. November: Elfie Beyer, deutsche Schauspielerin und Synchronsprecherin
- 20. November: Lynn Bari, US-amerikanische Schauspielerin (* 1913)
- 21. November: Harvey Hart, US-amerikanischer Filmregisseur und Filmproduzent (* 1928)
- 25. November: Claus Clausen, deutscher Schauspieler (* 1899)
- 28. November: Rate Furlan, italienischer Regisseur und Schauspieler (* 1911)

Dezember
- 06. Dezember: Sammy Fain, US-amerikanischer Komponist (* 1902)
- 06. Dezember: John Payne, US-amerikanischer Schauspieler (* 1912)
- 07. Dezember: Wadim Spiridonow, sowjetisch-russischer Schauspieler und Synchronsprecher (* 1944)
- 09. Dezember: R. G. Springsteen, US-amerikanischer Regisseur (* 1904)
- 15. Dezember: Ben Barzman, US-amerikanischer Drehbuchautor (* 1911)
- 16. Dezember: Emile de Antonio, US-amerikanischer Dokumentarfilmer (* 1919)
- 16. Dezember: Lee Van Cleef, US-amerikanischer Schauspieler (* 1925)
- 16. Dezember: Silvana Mangano, italienische Schauspielerin (* 1930)
- 16. Dezember: Aileen Pringle, US-amerikanische Schauspielerin (* 1895)
- 16. Dezember: Marjorie Westbury, britische Schauspielerin, Hörspielsprecherin und Sängerin (* 1905)
- 18. Dezember: Hans Helmut Dickow, deutscher Schauspieler (* 1927)
- 25. Dezember: Alfred Bohl, deutscher Schauspieler und Synchronsprecher (* 1909)

### Tag unbekannt
- Baccio Bandini, italienischer Produzent, Filmeditor und Regisseur (* 1913)